# El caso Sirota
El caso Sirota fue un caso policial ocurrido en Argentina en la década de los años sesenta.
El 21 de junio de 1962, durante la presidencia de facto de José María Guido, un hecho policial sacudió a la sociedad argentina: la desaparición forzada de Graciela Narcisa Sirota, una joven estudiante de ascendencia judía, quien permaneció varios días desaparecida hasta que fue liberada con una esvástica grabada en el pecho, marca que evidenciaba no sólo el acto violento, sino su carga ideológica. La autoría fue rápidamente atribuida a la organización nacionalista peronista de extrema derecha conocida como Movimiento Nacionalista Tacuara (MNT).
Este suceso generó un amplio rechazo público y reavivó el debate sobre el antisemitismo en la Argentina. Distintos sectores sociales condenaron la agresión, visibilizando una profunda preocupación por el crecimiento del discurso de odio.
Como respuesta a las críticas, Tacuara publicó un panfleto titulado “El caso Sirota y el problema judío en la Argentina”, en el que rechazaban las acusaciones y responsabilizaban a la comunidad judía por haber "provocado" al movimiento nacionalista. El folleto pretendía presentarse como un análisis "objetivo" del llamado “problema judío” en el país, y reforzaba estereotipos antisemitas, vinculando de manera conspirativa al judaísmo con el comunismo y el antiperonismo, a quienes culpaban por la crisis económica nacional. En ese contexto, tanto Tacuara como otras agrupaciones de perfil nacionalista fueron funcionales para canalizar el descontento social hacia enemigos ideológicos, especialmente el comunismo, y para debilitar las expresiones de protesta popular y controlar al peronismo vinculado al sindicalismo.
En un intento por desligarse del ataque, la agrupación llegó incluso a sostener que Sirota se había autoinfligido la esvástica, argumento que fue ampliamente desacreditado y que revelaba cómo el  Movimiento Nacionalista Tacuara enfrentaba a la opinión pública. Según Tacuara, la agresión había sido inventada por la chica quien se habría tatuado ella misma la esvástica en su pecho.
Este caso se convirtió en un símbolo del uso del terror ideológico en la Argentina de los años sesenta y dejó al descubierto la impunidad con la que ciertos sectores extremistas actuaban, en connivencia o bajo la mirada permisiva del aparato estatal.

## Antecedentes
Entre 1959 y 1966 aumentó el antisemitismo en la Argentina. La Liga Árabe se había instalado en la Argentina y se había aliado a la organización peronista Movimiento Nacionalista Tacuara. En 1960, el secuestro de Adolf Eichmann por el Mossad, generó mayor antisemitismo dentro del grupo Tacuara. El caso más grave de esa época fue el llamado caso Sirota. El MNT protestó contra el secuestro de Eichmann sosteniendo que había una conspiración sionista para violar la soberanía argentina y comenzaron con todo tipo de ataques antisemitas, entre los que el secuestro de Sirota fue uno más, ya que Tacuara se contactó con la esposa y los hijos de Eichmann y realizaron varios atentados, entre ellos el de Sirota.

## Secuestro
Graciela Narcisa Sirota, estudiante de 19 años, fue secuestrada el 21 de junio de 1962 en la ciudad de Buenos Aires en plena vía pública,  mientras esperaba el colectivo para ir a la facultad y fue subida a un auto. Fue torturada, según sus captores, como venganza por la captura de Adolf Eichmann, quienes mientras la quemaban con cigarrillos le dejaron grabada una esvástica en el pecho. La Delegación de Asociaciones Israelitas Argentinas (DAIA) realizó la denuncia penal, en la Comisaría 42. Isaac Golberg y Gregorio Faigon, presidente y vicepresidente de DAIA, la hicieron examinar por dos médicos diferentes, uno judío y otro no judío, y usaron estos informes junto al estado psicológico postraumático de la joven para realizar la denuncia policial.

## Investigación
El capitán de navío (RE) Enrique Horacio Green, Jefe de la Policía Federal, negó la veracidad del hecho. La policía comenzó a divulgar la teoría de que todo había sido un invento del comunismo patrocinado por la DAIA.
Green hizo saber al presidente la situación que se había creado debido a las actividades de la Delegación de Asociaciones Israelitas Argentinas y  Macabi que buscaban tomar la justicia por su mano y usar la fuerza, lo que llevaría a enfrentamientos con los grupos racistas que resultarían en la alteración del orden público.
La DAIA  apuntó al  Movimiento Nacionalista Tacuara y acusó a la policía de connivencia.
Más tarde Green condenó las protestas de las instituciones judías por provocar alteraciones al orden público,
y aseguró que el supuesto secuestro no era más que una maniobra urdida para ocultar los delitos económicos de la colectividad judía argentina.
El seminarista Alberto Ezcurra Uriburu,  del Movimiento Nacionalista Revolucionario Tacuara, sostuvo que el ataque a Sirota había sido fraguado por la propia dirigencia judía. 
En medio de las dudas que planteó la Policía, Sirota habló en un acto de repudio en la Facultad de Medicina y denunció que el comisario de la seccional 42 le había dicho que estaba mintiendo y que lo ocurrido era  producto de "una fiestita con tus amiguitos". Sirota fue citada a declarar y a tratar de individualizar a los agresores y la noticia fue acompañada en los noticieros oficiales con la advertencia de que  Sirota actuaba en las filas del partido comunista.
La Policía Federal publicó un comunicado oficial en el que se afirmaba que la joven estaba involucrada en un juego político ideológico.
El MNT reivindicó el secuestro.
Aseguraban que luchaban contra una campaña judía antinacionalista y freudiana. En «El caso Sirota y el problema judío en la Argentina», el MNT denunciaba la provocación de la colectividad judía al acusar del hecho al nacionalismo argentino, a la vez que pretendía ser un estudio científico del “problema
judío” en el país, donde explicitaba el carácter históricamente demostrable de la relación directa entre comunismo, judaísmo y antiperonismo y responsabilizaba a la comunidad judía argentina por la crisis económica que se vivía en el país en ese momento. Bajo de las autoridades y las fuerzas policiales varias agrupaciones nacionalistas peronistas argentinas cumplían el rol de agitar la lucha anticomunista y contener la movilización popular para cooptar al peronismo gremial.

## Consecuencias
Este secuestro formó parte de una ola de atentados antisemitas que impactaron la opinión pública de la época.
El secuestro  generó fuertes posturas de diversos sectores de la sociedad argentina frente a la  problemática del antisemitismo. El Sindicato Docente y la Sociedad Argentina de Escritores denunciaron el ataque como neo nazi. Los colegios secundarios pararon en repudio al atentado. La DAIA convocó en protesta a una inédita huelga de la colectividad en todo el país, que provocó el cierre masivo de comercios en los barrios de Once y Villa Crespo, tradicionales barrios judíos de Buenos Aires. El 28 de junio de ese año todos los comerciantes argentinos judíos paralizaron sus actividades y diferentes sectores políticos, gremios, intelectuales y estudiantes adhirieron al repudio. Muchos comerciantes no judíos también adhirieron a la protesta.
Según el académico Leonardo Senkman, el MNT se beneficiaba de un nivel preocupante de tolerancia por parte de las autoridades estatales y de las fuerzas policiales de seguridad.
Dos años después los medios continuaban hablando del caso desacreditando a Sirota por tener participación en grupos de izquierda y asegurando que la policía había «investigado tesoneramente pero a nada concluyente pudo arribarse».